# Paulo Leal
Paulo d'Eça Leal, född 15 juli 1901, död 18 september 1977, var en portugisisk fäktare.
Leal blev olympisk bronsmedaljör i värja vid sommarspelen 1928 i Amsterdam.